# Tilia flavescens
Hybride
Classification phylogénétique
Tilia flavescens  est un arbre de la famille des Tiliaceae ou des Malvaceae, sous-famille des Tilioideae, selon la classification phylogénétique.
L'hybride T. x flavescens est très probablement issu du croisement entre le T. cordata et le T. americana et il n'est presque plus cultivé nulle part.

## Description du cultivarTilia xflavescens 'Glenleven'
Forme globuleuse pyramidale supérieure à 12 mètres, 1ère hauteur. 

Hauteur : 	18 - 25 m

Couronne: 	arrondie, semi-ouverte.

Écorce et branches : grises, peu profondément cannelées

Feuilles : 	arrondies à cordiformes, brillantes, vert foncé, 6 - 10 cm

Fleurs : 	en corymbes de 5 à 10 fleurs, Ø 7 - 10 cm, jaunâtres, juin/juillet

Fruits : 	orbiculaires, Ø environ 0,6 cm, brun grisâtre, tomenteux

Application : 	rues et avenues larges, arbre de parc

Type de sol : 	tous

Résistance au vent : 	bonne

Origine : 	Sheridan Nurseries, Etobicoke, Ontario, Canada, 1962

Zone de rusticité : 	5a

Synonyme : 	T. cordata ‘Glenleven’
C'est une sélection canadienne, issue du T. x flavescens, qui présente une croissance rapide au cours des premières années, mais qui ralentit par la suite. Il forme une couronne régulière, possède un tronc rectiligne et des branches érigées. Il atteint 18 - 25 m de haut et jusqu'à 15 m de large environ. Ses feuilles vert foncé, brillantes et glabres sur le revers, restent d'un beau vert jusque tard dans l'été. L'effeuillaison a lieu tardivement en automne. Le contour du limbe est grossièrement denté. La floraison abondante débute fin juin.  Le 'Glenleven' est un cultivar qui a été lancé sur le marché très récemment et qui est, par conséquent, encore mal connu. Il présente une bonne résistance à la chaleur dans un environnement urbain.
Cette plante est sensible au scarabée japonais, au puceron et on note la présence de miellat et de fumagine.